# Seven de la República Femenino 2018
El Seven de la República Femenino de 2018 fue la tercera edición del torneo femenino de rugby 7 de fin de temporada para uniones provinciales afiliadas a la Unión Argentina de Rugby. Se llevó a cabo en la ciudad de Paraná, Provincia de Entre Ríos, el 8 y 9 de diciembre de 2018 en El Plumazo y La Tortuguita, sedes del Club Atlético Estudiantes y Paraná Rowing Club, respectivamente.
La Unión de Rugby de Tucumán dio el batacazo y derrotó 14-5 a la Unión de Rugby de Buenos Aires en la final, consiguiendo así su primer título en la categoría. Las zonas de la fase de grupos fueron denominadas 9, 10, 11 y 12 debido a que este campeonato formó parte de la programación del Seven de la República 2018 con los primeras ocho zonas perteneciendo al torneo masculino.

## Equipos participantes
Participaron de esta edición las selecciones de doce uniones provinciales argentinas. 
| Equipo              | Unión                                                | Clasificación                                     |
| ------------------- | ---------------------------------------------------- | ------------------------------------------------- |
| Alto Valle          | Unión de Rugby del Alto Valle de Río Negro y Neuquén | Uniones con mayor cantidad de jugadoras fichadas. |
| Andina              | Unión Andina de Rugby                                | Uniones con mayor cantidad de jugadoras fichadas. |
| Buenos Aires        | Unión de Rugby de Buenos Aires                       | Uniones con mayor cantidad de jugadoras fichadas. |
| Córdoba             | Unión Cordobesa de Rugby                             | Uniones con mayor cantidad de jugadoras fichadas. |
| Entre Ríos          | Unión Entrerriana de Rugby                           | Uniones con mayor cantidad de jugadoras fichadas. |
| Misiones            | Unión de Rugby de Misiones                           | Uniones con mayor cantidad de jugadoras fichadas. |
| Nordeste            | Unión de Rugby del Nordeste                          | Uniones con mayor cantidad de jugadoras fichadas. |
| Oeste               | Unión de Rugby del Oeste de Buenos Aires             | Uniones con mayor cantidad de jugadoras fichadas. |
| Salta               | Unión de Rugby de Salta                              | Uniones con mayor cantidad de jugadoras fichadas. |
| Santa Fe            | Unión Santafesina de Rugby                           | Uniones con mayor cantidad de jugadoras fichadas. |
| Santiago del Estero | Unión Santiagueña de Rugby                           | Uniones con mayor cantidad de jugadoras fichadas. |
| Tucumán             | Unión de Rugby de Tucumán                            | Uniones con mayor cantidad de jugadoras fichadas. |

## Formato
Los doce equipos fueron divididos en cuatro grupos de tres equipos cada uno. Cada grupo se resolvió con el sistema de todos contra todos a una sola ronda; la victoria otorgando 2 puntos, el empate 1 y la derrota 0 puntos.
Los grupos fueron organizados de acuerdo a la posición final que cada equipo obtuvo en la edición anterior: del 1.° al 4.° se les asignan las zonas 9 a 12 en orden; del 5.° al 8.° se les asigna el orden alterno (del 12 al 9) y así sucesivamente con los equipos restantes. Los equipos que no participaron de la edición anterior (en este caso, Oeste) se les asignaron las últimas posiciones.
Los dos mejores equipos de cada grupo clasifican a los cuartos de final para definir el campeonato a eliminación directa. Los equipos restantes clasificaron a un grupo de clasificación bajo el sistema de todos contra todos para definir su posicionamiento final (9.° al 12.°).
A partir de esta edición, los equipos eliminados en cuartos de final pasaron a disputar otra llave para decidir la clasificación del 5.° al 8.° puesto. Esto se extendió a los equipos eliminados en semifinales, que pasaron a disputar finales por el 3.° puesto.

## Fase de grupos

### Zona 9
| Pos. | Equipos         | Partidos | Partidos | Partidos | Tantos | Tantos | Tantos | Pts. |
| Pos. | Equipos         | G        | E        | P        | PF     | PC     | DP     | Pts. |
| ---- | --------------- | -------- | -------- | -------- | ------ | ------ | ------ | ---- |
| 1.°  | Buenos Aires    | 2        | 0        | 0        | 112    | 0      | +112   | 4    |
| 2.°  | Entre Ríos      | 1        | 0        | 1        | 29     | 48     | -19    | 2    |
| 3.°  | Sgo. del Estero | 0        | 0        | 2        | 0      | 73     | -93    | 0    |

|  | Clasifica a cuartos de final     |
|  | Clasificación 9.° al 12.° puesto |

| 8 de diciembre | Buenos Aires | 64 - 0  | Santiago del Estero | CA Estudiantes, Paraná |  |
|                |              | Reporte |                     |                        |  |

| 8 de diciembre | Entre Ríos | 29 - 0  | Santiago del Estero | CA Estudiantes, Paraná |  |
|                |            | Reporte |                     |                        |  |

| 8 de diciembre | Buenos Aires | 48 - 0  | Entre Ríos | Paraná Rowing Club, Paraná |  |
|                |              | Reporte |            |                            |  |

### Zona 10
| Pos. | Equipos    | Partidos | Partidos | Partidos | Tantos | Tantos | Tantos | Pts. |
| Pos. | Equipos    | G        | E        | P        | PF     | PC     | DP     | Pts. |
| ---- | ---------- | -------- | -------- | -------- | ------ | ------ | ------ | ---- |
| 1.°  | Alto Valle | 2        | 0        | 0        | 56     | 7      | +49    | 4    |
| 2.°  | Santa Fe   | 1        | 0        | 1        | 29     | 30     | -1     | 2    |
| 3.°  | Andina     | 0        | 0        | 2        | 10     | 58     | -48    | 0    |

|  | Clasifica a cuartos de final     |
|  | Clasificación 9.° al 12.° puesto |

| 8 de diciembre | Santa Fe | 22 - 10 | Andina | CA Estudiantes, Paraná |  |
|                |          | Reporte |        |                        |  |

| 8 de diciembre | Alto Valle | 36 - 0  | Andina | CA Estudiantes, Paraná |  |
|                |            | Reporte |        |                        |  |

| 8 de diciembre | Santa Fe | 7 - 20  | Alto Valle | CA Estudiantes, Paraná |  |
|                |          | Reporte |            |                        |  |

### Zona 11
| Pos. | Equipos  | Partidos | Partidos | Partidos | Tantos | Tantos | Tantos | Pts. |
| Pos. | Equipos  | G        | E        | P        | PF     | PC     | DP     | Pts. |
| ---- | -------- | -------- | -------- | -------- | ------ | ------ | ------ | ---- |
| 1.°  | Tucumán  | 2        | 0        | 0        | 82     | 10     | +72    | 4    |
| 2.°  | Salta    | 1        | 0        | 1        | 31     | 46     | -15    | 2    |
| 3.°  | Nordeste | 0        | 0        | 2        | 10     | 67     | -57    | 0    |

|  | Clasifica a cuartos de final     |
|  | Clasificación 9.° al 12.° puesto |

| 8 de diciembre | Tucumán | 36 - 10 | Nordeste | Paraná Rowing Club, Paraná |  |
|                |         | Reporte |          |                            |  |

| 8 de diciembre | Salta | 31 - 0  | Nordeste | Paraná Rowing Club, Paraná |  |
|                |       | Reporte |          |                            |  |

| 8 de diciembre | Tucumán | 46 - 0  | Salta | CA Estudiantes, Paraná |  |
|                |         | Reporte |       |                        |  |

### Zona 12
| Pos. | Equipos  | Partidos | Partidos | Partidos | Tantos | Tantos | Tantos | Pts. |
| Pos. | Equipos  | G        | E        | P        | PF     | PC     | DP     | Pts. |
| ---- | -------- | -------- | -------- | -------- | ------ | ------ | ------ | ---- |
| 1.°  | Córdoba  | 2        | 0        | 0        | 67     | 12     | +55    | 4    |
| 2.°  | Misiones | 1        | 0        | 1        | 56     | 26     | +30    | 2    |
| 3.°  | Oeste    | 0        | 0        | 2        | 0      | 85     | -85    | 0    |

|  | Clasifica a cuartos de final     |
|  | Clasificación 9.° al 12.° puesto |

| 8 de diciembre | Córdoba | 41 - 0  | Oeste | CA Estudiantes, Paraná |  |
|                |         | Reporte |       |                        |  |

| 8 de diciembre | Misiones | 44 - 0  | Oeste | CA Estudiantes, Paraná |  |
|                |          | Reporte |       |                        |  |

| 8 de diciembre | Córdoba | 26 - 12 | Misiones | CA Estudiantes, Paraná |  |
|                |         | Reporte |          |                        |  |

## Fase final
|  | Cuartos de final | Cuartos de final | Cuartos de final |            |              | Semifinales  | Semifinales | Semifinales |            |                  | Final            | Final            | Final |  |
|  |                  |                  |                  |            |              |              |             |             |            |                  |                  |                  |       |  |
|  |                  |                  |                  |            |              |              |             |             |            |                  |                  |                  |       |  |
|  | Buenos Aires     | Buenos Aires     | 15               |            |              |              |             |             |            |                  |                  |                  |       |  |
|  | Buenos Aires     | Buenos Aires     | 15               |            |              |              |             |             |            |                  |                  |                  |       |  |
|  | Misiones         | Misiones         | 5                |            |              |              |             |             |            |                  |                  |                  |       |  |
|  | Misiones         | Misiones         | 5                |            | Buenos Aires | Buenos Aires | 17          |             |            |                  |                  |                  |       |  |
|  |                  |                  |                  |            | Buenos Aires | Buenos Aires | 17          |             |            |                  |                  |                  |       |  |
|  |                  |                  | Alto Valle       | Alto Valle | 0            |              |             |             |            |                  |                  |                  |       |  |
|  | Alto Valle       | Alto Valle       | Alto Valle       | Alto Valle | 0            | 31           |             |             |            |                  |                  |                  |       |  |
|  | Alto Valle       | Alto Valle       |                  |            |              |              |             |             |            |                  |                  |                  |       |  |
|  | Salta            | Salta            | 12               |            |              |              |             |             |            |                  |                  |                  |       |  |
|  | Salta            | Salta            | 12               |            |              |              |             |             |            | Buenos Aires     | Buenos Aires     | 5                |       |  |
|  |                  |                  |                  |            |              |              |             |             |            | Buenos Aires     | Buenos Aires     | 5                |       |  |
|  |                  |                  | Tucumán          | Tucumán    | 14           |              |             |             |            |                  |                  |                  |       |  |
|  | Tucumán          | Tucumán          | Tucumán          | Tucumán    | 14           | 34           |             |             |            |                  |                  |                  |       |  |
|  | Tucumán          | Tucumán          |                  |            |              |              |             |             |            |                  |                  |                  |       |  |
|  | Santa Fe         | Santa Fe         | 10               |            |              |              |             |             |            |                  |                  |                  |       |  |
|  | Santa Fe         | Santa Fe         | 10               |            | Tucumán      | Tucumán      | 17          |             |            | Final 3.° puesto | Final 3.° puesto | Final 3.° puesto |       |  |
|  |                  |                  |                  |            | Tucumán      | Tucumán      | 17          |             |            | Final 3.° puesto | Final 3.° puesto | Final 3.° puesto |       |  |
|  |                  |                  | Córdoba          | Córdoba    | 0            |              |             |             |            |                  |                  |                  |       |  |
|  | Córdoba          | Córdoba          | Córdoba          | Córdoba    | 0            | 34           |             |             | Alto Valle | Alto Valle       | 29               |                  |       |  |
|  | Córdoba          | Córdoba          |                  |            |              |              |             |             | Alto Valle | Alto Valle       | 29               |                  |       |  |
|  | Entre Ríos       | Entre Ríos       | 0                |            |              |              |             |             |            |                  | Córdoba          | Córdoba          | 5     |  |
|  | Entre Ríos       | Entre Ríos       | 0                |            |              |              |             |             |            |                  | Córdoba          | Córdoba          | 5     |  |
|  |                  |                  |                  |            |              |              |             |             |            |                  |                  |                  |       |  |

### Clasificación 5.° al 8.° puesto
|  | Semifinales | Semifinales | Semifinales |          |          | Final 5.° puesto | Final 5.° puesto | Final 5.° puesto |  |
|  |             |             |             |          |          |                  |                  |                  |  |
|  |             |             |             |          |          |                  |                  |                  |  |
|  | Misiones    | Misiones    | 38          |          |          |                  |                  |                  |  |
|  | Misiones    | Misiones    | 38          |          |          |                  |                  |                  |  |
|  | Salta       | Salta       | 5           |          |          |                  |                  |                  |  |
|  | Salta       | Salta       | 5           |          | Misiones | Misiones         | 38               |                  |  |
|  |             |             |             |          | Misiones | Misiones         | 38               |                  |  |
|  |             |             | Santa Fe    | Santa Fe | 5        |                  |                  |                  |  |
|  | Santa Fe    | Santa Fe    | Santa Fe    | Santa Fe | 5        | 26               |                  |                  |  |
|  | Santa Fe    | Santa Fe    |             |          |          | 26               |                  |                  |  |
|  | Entre Ríos  | Entre Ríos  | 7           |          |          | Final 7.° puesto | Final 7.° puesto | Final 7.° puesto |  |
|  | Entre Ríos  | Entre Ríos  | 7           |          |          | Final 7.° puesto | Final 7.° puesto | Final 7.° puesto |  |
|  |             |             |             |          |          |                  |                  |                  |  |
|  |             |             |             |          |          | Salta            | Salta            | 5                |  |
|  |             |             |             |          |          | Salta            | Salta            | 5                |  |
|  |             |             |             |          |          | Entre Ríos       | Entre Ríos       | 29               |  |
|  |             |             |             |          |          | Entre Ríos       | Entre Ríos       | 29               |  |
|  |             |             |             |          |          |                  |                  |                  |  |

## Clasificación 9.° al 12.° puesto
| Pos. | Equipos         | Partidos | Partidos | Partidos | Tantos | Tantos | Tantos | Pts. |
| Pos. | Equipos         | G        | E        | P        | PF     | PC     | DP     | Pts. |
| ---- | --------------- | -------- | -------- | -------- | ------ | ------ | ------ | ---- |
| 9.°  | Nordeste        | 3        | 0        | 0        |        |        |        | 6    |
| 10.° | Andina          | 2        | 0        | 1        |        |        |        | 4    |
| 11.° | Oeste           | 1        | 0        | 2        | 42     | 49     | -7     | 2    |
| 12.° | Sgo. del Estero | 0        | 0        | 3        | 0      | 122    | -122   | 0    |

| 8 de diciembre | Santiago del Estero | 0 - 32  | Oeste | CA Estudiantes, Paraná |  |
|                |                     | Reporte |       |                        |  |

| 8 de diciembre | Andina | PP - GP | Nordeste | Paraná Rowing Club, Paraná |  |
|                |        | Reporte |          |                            |  |

| 9 de diciembre | Santiago del Estero | 0 - 37  | Nordeste | CA Estudiantes, Paraná |  |
|                |                     | Reporte |          |                        |  |

| 9 de diciembre | Andina | 20 - 10 | Oeste | Paraná Rowing Club, Paraná |  |
|                |        | Reporte |       |                            |  |

| 9 de diciembre | Santiago del Estero | 0 - 53  | Andina | Paraná Rowing Club, Paraná |  |
|                |                     | Reporte |        |                            |  |

| 9 de diciembre | Nordeste | 29 - 0  | Oeste | CA Estudiantes, Paraná |  |
|                |          | Reporte |       |                        |  |

## Tabla de posiciones
Las posiciones finales al terminar el campeonato:
| 1.°  | Tucumán         | 5 | 0 | 0 | 147 | 25  | +122 |
| 2.°  | Buenos Aires    | 4 | 0 | 1 | 149 | 19  | +130 |
| 3.°  | Alto Valle      | 4 | 0 | 1 | 116 | 41  | +75  |
| 4.°  | Córdoba         | 3 | 0 | 2 | 106 | 58  | +48  |
| 5.°  | Misiones        | 3 | 0 | 2 | 137 | 51  | +86  |
| 6.°  | Santa Fe        | 2 | 0 | 3 | 70  | 109 | -39  |
| 7.°  | Entre Ríos      | 2 | 0 | 3 | 65  | 113 | -48  |
| 8.°  | Salta           | 1 | 0 | 4 | 53  | 144 | -91  |
| 9.°  | Nordeste        | 3 | 0 | 2 |     |     |      |
| 10.° | Andina          | 2 | 0 | 3 |     |     |      |
| 11.° | Oeste           | 1 | 0 | 4 | 42  | 134 | -92  |
| 12.° | Sgo. del Estero | 0 | 0 | 5 | 0   | 195 | -195 |

| Bandera de la Provincia de Tucumán |
| Tucumán Campeón                    |
| Primer título                      |